# NGC 359

NGC 359

NGC 359 هي مجرة تتبع كوكبة قيطس. اكتشفها ألبرت مارث في 2 سبتمبر 1864.

## روابط خارجية
- NGC 359 على موقع ويكي سكاي: DSS2, SDSS, GALEX, IRAS, Hydrogen α, X-Ray, Astrophoto, Sky Map, Articles and images